# De Horst
Pour les articles homonymes, voir Horst (homonymie).
De Horst est un village appartenant à la commune néerlandaise de Berg en Dal, dans la province de Gueldre. Le village compte environ 1 250 habitants.